# Konstanzer Straße
Konstanzer Straße - stacja metra w Berlinie na linii U7, w dzielnicy Wilmersdorf, w okręgu administracyjnym Charlottenburg-Wilmersdorf. Stacja została otwarta w 1978. Kolory, których użyto do wystroju tej stacji, nawiązują do herbu Konstancji.